# Pithecellobium seleri
Pithecellobium seleri là một loài loài thực vật họ Đậu (Fabaceae).
Loài này có ở Guatemala và Honduras.